# ジミーズ
ジミーズは、日本のプロレス団体DRAGON GATEのユニットである。

## 概要

### 2011年
12月1日、DRAGON GATE後楽園大会にて行われたオープン・ザ・ツインゲート統一タッグ王座決定戦でB×Bハルク&戸澤陽と対戦し敗れ、試合のルールで横須賀享がジミー・ススム、KAGETORAがジミー・カゲトラに改名された。
12月3日の広島大会でカゲトラが、12月4日の名古屋大会でススムがジミーのリングネームで初試合を迎えた。
12月20日の後楽園大会でジミーズとして初の試合を行い、ドラゴン・キッド&PACという空中殺法コンビから勝利し、ジミーズブームを起こすことを宣言した。

### 2012年
1月15日大阪大会、CIMAが発案したオープン・ザ・ドリームゲート王座の次期挑戦者を決定する"CIMAロワイヤル"でススムが最後まで勝ち残り同王座への挑戦権を獲得した。
2月5日博多大会、CIMAが保持するオープン・ザ・ドリームゲート王座に挑戦したがマッドスプラッシュで敗れた。
2月9日の後楽園大会でジミーズが所属していたユニットJUNCTION THREEが解散、独立する形でジミーズがユニット化。
3月3日大阪大会でオープン・ザ・トライアングルゲート王座をかけて望月成晃&ドン・フジイ&GammaVS神田裕之&斎藤了&堀口元気が行われ、神田・斎藤・堀口組が勝利し、ジミーズ入りを切願し、それにススムとカゲトラが承諾。これにより3人のリングネームは"ジミー神田"、"斎藤ジミー了"、"堀口元気H.A.Gee.Mee!!"に変更された。
3月4日大阪大会、ツインゲート戦で戸澤陽&B×Bハルクと対戦。さらに、この試合で敗れるとリングネームがジミーA、ジミーBに変更される事と前日の大阪大会で、神田がジミーK、斎藤はジミーR、堀口はジミーHAGEに変更される事も決定していたが最後はカゲトラが影縫でハルクからピンフォールを奪い、ジミーズとして初のタイトル獲得となった。
5月6日愛知大会、モチフジこと望月成晃とドン・フジイを相手に挑んだオープン・ザ・ツインゲート統一タッグ王座2度目の防衛戦、最後はカゲトラが望月を影縫で丸め込み勝利した。
5月20日佐賀大会、戸澤陽、サイバー・コングと対戦。ススムがサイバーをジャンボの勝ち!固めで仕留めオープン・ザ・ツインゲート統一タッグ王座3度目の防衛に成功した。
6月10日札幌大会、ジミーズが保持するオープン・ザ・ツインゲート統一タッグ王座に北海道出身のB×Bハルクと谷崎なおきが挑戦、反則し放題の戦いとなり最後は谷崎がナイトライドでカゲトラから3カウントを奪い、ジミーズは同王座陥落となった。
6月17日福岡・博多スターレーンにて3WAYマッチ（王者B×Bハルク・谷崎なおき、新井健一郎・K-ness.）を制し再び王者返り咲き。
7月1日大阪大会終了後、それまで怪我で半年ほど休養していた谷嵜なおきが復帰。休養中のユニット消滅などで行き場を失っていた谷嵜はジミーズ入りとなった
谷嵜が復帰すると、同じ名前（字違い）の谷崎なおきと、お互いにホンモノ・ニセモノをめぐって抗争が始まったが、名前とトライアングルゲートを掛けた試合で敗戦。谷嵜はリングネームをMr.キューキュー・豊中ドルフィンにさせられてしまった。
以前までは堀口がCIMAと結託し共闘したりしており比較的友好的だった帰ってきたベテラン軍だったが、この時期に問題龍との抗争を仕掛けられていたGammaにジミー神田が助けに、逆に襲われているところをGammaが助けに来たりと友好的なムードがあったが、帰ってきたベテラン軍にHUB（怪人ハブ男）が加入すると抗争が始まった。
特に「フリー」と言う立場でドラゴンゲートに参戦しているジミーカゲトラはHUBや政宗に対して嫌悪感を示したり、助っ人を申し出たものの断られた神田はGammaに敵対心を燃やし始め、帰ってきたベテラン軍と抗争が始まった。
帰ってきたベテラン軍に年内中にベルトを獲得し、防衛し続けなければ解散を告げられたが、11月23日に堀口元気H.A.Gee.Mee!!、斎藤“ジミー”了、Mr.キューキュー・豊中ドルフィンが土井成樹、吉野正人、しゃちほこBOYからオープン・ザ・トライアングルゲート王座を奪取し12月9日にB×Bハルク、谷崎なおき、Kzyらを相手に初防衛に。12月23日には土井成樹、吉野正人、リコシェ組を撃破し2度目の防衛に成功し、解散が免れたかと思いきや帰ってきたベテラン軍のCIMA、望月成晃、ドン・フジイが年内最終興行である12月28日神戸大会での挑戦を表明。しかしその試合でも防衛に成功し、解散とはならなかった。

### 2013年
1月27日神戸サンボーホール大会で谷崎なおきを破り、リングネームをMr.キューキュー・豊中ドルフィンから谷嵜なおきに戻す事に成功した。
CIMAが保持するオープン・ザ・ドリームゲート王座にジミー・ススム、堀口元気H.A.Gee.Mee!!、斎藤“ジミー”了、ジミー・神田の4人が挑戦したが奪取はならなかった。

## メンバー
- ジミー・ススム（紫）（リーダー）
- ジミー・クネスJ.K.S.（ピンク）
- ジミー神田（青）
- 堀口元気H.A.Gee.Mee!!（黄）
- 斎藤"ジミー"了（オレンジ）
- ジミー・カゲトラ（グレー）

## 元メンバー
- Mr.キューキュー"谷嵜なおき"豊中ドルフィン（赤）（2015年10月8日離脱）

## 特徴
- 離合集散の多いDRAGON GATEのユニットの中で7年もの活動歴を誇り、闘龍門JAPAN時代も含めて団体の最長記録である。
- 普段はお揃いのそれぞれのネームが背面に入ったジャージ（青）&メガネ姿で入場する。（見た目はジミーズらしく地味めのジャージ）
- 試合中によくセコンドに付いたメンバーがプラカードを掲げていた。（2014年ごろから地味になくなったかと思われたが、いつの間にか復活した。）これは観客への応援（煽り）である。
  - 堀口元気H.A.Gee.Mee!!→「H.A.Gee.Mee!!」
  - 斎藤"ジミー"了→「サイクリング・ヤッホー」
  - ジミー神田→「ジョン・ウー」
  - Mr.キューキュー"谷嵜なおき"豊中ドルフィン→「よいしょっ」、「ミスター・キューキュー」
- M2K（横須賀&神田&K-ness）、マラハイサッパ（堀口&斉藤）、リョウスカ（斉藤&横須賀）、クネスカ（K-ness&横須賀）と往年の名タッグが復活している。
- 斎藤は久しぶりに「サイクリング・ヤッホー」を使っている。
- 斎藤と堀口のゴムパッチン（ゆ～とぴあの芸と同じもの）は大体誤爆し、レフェリーの八木本部長の反則のカウントが発射合図と化している。
- DRAGON GATEのユニットでは珍しくユニットとして統一したカラーは無く、メンバーそれぞれにカラーがあった。オリジナルメンバーは以前からのイメージカラーをそのまま流用していた（ジミー・ススム→紫、ジミー・カゲトラ→灰、ジミー神田→青、ジミー斎藤→橙、堀口元気H.A.Gee.Mee!!→黄）が、途中加入の谷嵜なおきとk-nessはメンバーや他のユニットとの重複を避けるためそれぞれ赤と桃を使用していた。またトレードマークのメガネも弦がそれぞれの色になっているものを掛けていた
- ヒールを長く勤めていたジミー・神田は、ジミーズ入りすると「お笑い」や「茶目っ気」のある試合などを始めた。
- 望月成晃は、比較的ジミーズ相手に相性が悪い。
- 他のユニットと抗争している際は、作業着に全身ペイントを施した戦闘モードの格好をする。

## 戦績
- オープン・ザ・ドリームゲート王座

第23代：ジミー・ススム
（2016年2月14日獲得、2016年3月6日陥落/防衛0回）
- オープン・ザ・ブレイブゲート王座

第24代：堀口元気H.A.Gee.Mee!!
（2013年9月29日獲得、2014年3月16日陥落/防衛4回）
第31代：ジミー・カゲトラ
（2017年3月20日獲得/解散時防衛3回）
- オープン・ザ・トライアングルゲート王座

第34代：ジミー神田&堀口元気H.A.Gee.Mee!!&斎藤"ジミー"了
（2012年3月3日獲得、2012年5月6日陥落/防衛1回）
第39代：堀口元気H.A.Gee.Mee!!&斎藤"ジミー"了&Mr.キューキュー"谷嵜なおき"豊中ドルフィン
（2012年11月23日獲得、2013年3月3日陥落/防衛4回）
第41代：ジミー・ススム&望月成晃（帰ってきたベテラン軍）& K-ness.（ウィンドウズMG）
（2013年6月5日獲得、2013年6月16日陥落）
第42代：ジミー神田&堀口元気H.A.Gee.Mee!!&斎藤"ジミー"了
（2013年6月16日獲得、2013年8月19日陥落/防衛1回）
第46代：ジミー・ススム&斎藤"ジミー"了&Mr.キューキュー"谷嵜なおき"豊中ドルフィン
（2013年12月22日獲得、2014年2月15日返上/防衛3回）
第47代：ジミー・ススム&ジミー神田&Mr.キューキュー"谷嵜なおき"豊中ドルフィン
（2014年2月20日獲得、2014年3月16日陥落/防衛1回）
第51代：ジミー・ススム&堀口元気H.A.Gee.Mee!!&斎藤"ジミー"了
（2014年10月19日獲得、2014年12月28日陥落/防衛2回）
第53代：ジミー・ススム&堀口元気H.A.Gee.Mee!!&ジミー・カゲトラ
（2015年3月29日獲得、2015年6月3日返上/防衛2回）
第56代：ジミー神田&堀口元気H.A.Gee.Mee!!&斎藤"ジミー"了
（2016年9月4日獲得、2016年12月20日返上/防衛3回）
第57代：ジミー・ススム&ジミー神田&斎藤"ジミー"了
（2016年12月25日獲得、2017年3月4日陥落）
- オープン・ザ・ツインゲート統一タッグ王座

第19代：ジミー・ススム&ジミー・カゲトラ
（2012年3月4日獲得、2012年6月10日陥落/防衛3回）
第21代：ジミー・ススム&ジミー・カゲトラ
（2012年6月17日獲得、2012年7月22日陥落）
第39代：ジミー・ススム&ジミー・カゲトラ
（2016年6月19日獲得、2016年11月3日陥落/防衛2回）
- オープン・ザ・お笑いゲート王座

第19代：斎藤"ジミー"了
（2013年3月7日獲得、2014年11月23日陥落/防衛7回）
第20代：ジミー神田
（2014年11月23日獲得、2015年2月4日陥落/防衛1回）
- KING OF GATE 優勝

堀口元気H.A.Gee.Mee!!（2012年）
ジミー・ススム（2014年）
- Summer Adventure Tag League 優勝

ジミー・ススム&ジミー・カゲトラ（2014年）
ジミー・ススム&ジミー・クネスJ.K.S.（2015年）
- KING OF チョップ!! 優勝

ジミー・カゲトラ（第2回）
- go baaan杯争奪8人タッグトーナメント優勝

ジミー・ススム&堀口元気H.A.Gee.Mee!!&斎藤"ジミー"了&ジミー・カゲトラ
- NWAインターナショナルライトタッグ王座

第12代：ジミー・ススム&ジミー・カゲトラ
（2012年4月24日獲得、2012年8月26日陥落/防衛2回）